# Lucy Lawlessová
Lucy Lawlessová, nepřechýleně Lawless, rodným jménem Lucille Frances Ryan, (* 29. března 1968 Auckland, Nový Zéland) je novozélandská herečka a zpěvačka. Je známa především hlavní rolí v televizním seriálu Xena.

## Životopis
Narodila se 29. března 1968 v městě Mount Albert na Novém Zélandu matce Julii Ryanové a otci Franku Ryanovi. Pochází ze sedmi dětí, vyrůstala s pěti bratry a sestrou. Měří 180 cm, její tělesná hmotnost se pohybuje kolem 63–68 kg. Na rozdíl od seriálové Xeny má světlé vlasy. Její oči jsou modré.
Seriálovou postavu Xeny měla původně ztvárnit Britská herečka Vanessa Angel, která ovšem krátce před natáčením onemocněla a tak nemohla odcestovat na Nový Zéland, kde celý seriál vznikl. Role poté byla přidělena Lucy Lawless.
Roku 1996 se Lucy během natáčení zranila. Její seriálový kůň "Argo" ztratil rovnováhu a při společném pádu na zem ji zvíře zavalilo. Herečka utrpěla zlomeninu pánevní kosti a další již menší pohmožděniny. Lucy se zanedlouho úplně zotavila, tato skutečnost se ale podepsala na seriálu. Několik epizod z druhé série muselo být přepsáno, příběhy a zápletky byly adaptovány vedlejším postavám tak, aby Lucy byla co nejméně potřebná na natáčecím place a aby byly minimalizovány potřeby jejích bojových a gymnastických dovedností.
Role Xeny také vybudovala v Lucy oblíbenou gay ikonu. Od začátku seriálu do jeho úplného konce se vyvíjí vztah Xeny a Gabrielly, který většina diváků po zhlédnutí označuje za lesbický vztah. Sama Lucy Lawless se nechala slyšet roku 2003 v rozhovoru s Lesbian News Magazine: "Po zhlédnutí seriálu až do konce jsem také shledala vztah Gabrielly a Xeny homosexuálním, působí tak". Po další době oficiálně autoři seriálu přiznali, že vztah dvou hlavních hrdinek byl jakýmsi kompromisem pro všechny. Své si v seriálu našli heterosexuálové v epizodách, ve kterých Xena prahla po mužích, ale své si našli i homosexuálové, kteří doufali ve víc, než jen přátelství mezi Xenou a Gabriellou. To vše samozřejmě pod rouškou tabuizovaného tématu, kterým stejnopohlavní páry, v té době ještě rozhodně byly. Proto hluboké pohledy a smyslné doteky dvou žen na plátnech dodaly odvahu tisíce gayům a lesbám po celém světě k tomu, aby vyšli se svou barvou najevo.
Ačkoliv je Lucy heterosexuální, účastní se každoročně pochodu hrdosti lidí LGBT komunity, tzv. Gay Pride, aby všem vyjádřila svou podporu. Pravděpodobně především proto, že její dcera Daisy Lawless se otevřeně hlásí k homosexualitě.
V této souvislosti se objevila v roli policistky v posledních dvou dílech šesté série seriálu s homosexuální tematikou The L Word.
Již v devatenácti letech se provdala za Gartha Lawlesse, asi po roce se jim narodila dcera Daisy. V roce 1995 se však rozvedla a v březnu 1998 si vzala producenta Xeny, Roberta Taperta, se kterým má dvě děti. Lucy Lawlessová zpívá, od mládí umí jezdit na koni, ovládá bojové umění a šermování s mečem. Lucy hovoří plynně anglicky, německy, francouzsky a italsky.
Roku 1997 byla časopisem People Weekly Magazine zařazena do kategorie "50 vzhledově nejkrásnějších osobností na Zemi."
Od téhož roku také působila na Broadwayi v představení Grease Revival (Znovu ztvárnění Pomády), v roli Betty Rizzo. Lucy se ucházela o hlavní roli Sandy, dle jejích slov jí život Sandy připomínal své dětství a vyrůstání na Novém Zélandu se staršími bratry, kteří jí vždy chránili. Producent představení byl ovšem natolik okouzlen jejím ztvárněním drsné Xeny, že jí opět přidělil roli drsnějšího charakteru.
V roce 2015 proběhlo otevřené internetové hlasování v kategorii "Who is the most kick-ass woman in TV history", kde čtenáři hlasovali naprosto jasně. Xena získala oficiální titul nejdrsnější bojovnice na televizních obrazovkách, i přes to, že hlasování probíhalo zhruba po dvaceti letech od natočení prvního dílu a tedy i přes to, že byla porovnávána s daleko modernějšími a v současné době velmi oblíbenými hrdinkami.
Od roku 2015 také Lucy Lawless začala vystupovat v roli temné Ruby Knowby v novém seriálu Ash vs. Evil Dead, který navazuje na kultovní horrory ze série Evil Dead (Lesní duch), známý z devadesátých let. V této roli Lucy stane po (nebo spíše proti) boku hlavního hrdiny Ashe, jehož postavu ztvárňuje hororová legenda Bruce Campbell. Zajímavostí je, že Lucy a Bruce si spolu zahráli již v Xeně, kde Bruce vystoupil jako Autolycus - král zlodějů. Seriál zároveň produkuje Rob Tapert, současný manžel Lucy Lawless.

## Filmografie, výběr
- 1993 – Akta X
- 1995 – Herkules
- 1995–2001 Xena – role: Xena
- 2002 – Spider-Man
- 2004 – Eurotrip – Madam Vandersexxx
- 2005–2009 Battlestar Galactica, seriál - D’Anna Biersová
- 2007 Flight Of The Conchords, seriál
- 2008 – Liga spravedlivých: Nová hranice
- 2008 – Pohádky na dobrou noc – Aspen
- 2009 - The L Word (šestá série) - Seržant Marybeth Duffy
- 2010 – Spartakus: Krev a písek – Lucretia
- 2011 – Spartakus: Bohové arény – Lucretia
- 2012 – Spartacus: Vengeance – Lucretia

## Zpěvačka
Natočila již dva kompaktní disky, jež byly nahrány v Hollywoodu
- Come to Mamma Lawles
- Come To Mama: Lucy Lawless In Concert: The Roxy Theater In Hollywood